# تکخال در حفره
تکخال در حفره (به انگلیسی: Ace in the Hole) فیلمی است محصول سال ۱۹۵۱ در آمریکا و به کارگردانی بیلی وایلدر و بازی کرک داگلاس در نقش روزنامه‌نگاری بدبین که همه چیزش را از دست داده‌است و قصد دارد دوباره به شغل پیشینش در روزنامه‌ای بزرگ بازگردد.
در این فیلم برای نخستین بار بیلی وایلدر نقش نویسنده، تهیه‌کننده و کارگردان را با هم بر عهده داشت. همچنین این نخستین فیلمی بود که وی با دوست دیرینش «چارلز برکت» نویسنده «تعطیلات از دست رفته» و «سانست بولوار» کار نمی‌کرد و نخستین فیلمش بود که هم از نظر فروش و هم از نظر منتقدان با اقبال روبرو نشد.
داستان فیلم طعنه‌ای به پیوند میان خبر، مطبوعات و چگونگی گزارش خبر توسط خبرنگاران است. مدیر شرکت پارامونت بدون مشورت با وایلدر پیش از آغاز پخش فیلم نام آن را به «کارناوال بزرگ» تغییر داد. فیلم با همین نام در تلویزیون هم نمایش داده شد اما شرکت «گلچین منتقدان» دی‌وی‌دی آن را با نام «تک خال در آستین» منتشر کرد.

## بازیگران
- کرک داگلاس در نقش Charles "Chuck" Tatum
- جن استرلینگ در نقش Lorraine Minosa
- رابرت آرتور در نقش Herbie Cook
- پرتر هال در نقش Jacob Q. Boot, editor, publisher, and owner of the Albuquerque Sun-Bulletin
- فرانک کدی در نقش Al Federber, tourist and Pacific All-Risk insurance salesman
- جرالدین هال در نقش Nellie Federber
- ریچارد بندیکت در نقش Leo Minosa
- ری تیل در نقش Sheriff Gus Kretzer
- لوئیس مارتین در نقش McCardle
- جان برکز در نقش Papa Minosa
- فرانسیس دومینگس در نقش Mama Minosa
- جین ایوانز در نقش Deputy Sheriff
- فرانک ژاکه در نقش Sam Smollett
- هری هاروی در نقش Dr. Hilton
- باب بامپس در نقش radio announcer
- ریچارد گینس در نقش Nagel, the New York newspaper editor
- برت مورهاوس در نقش Josh Morgan (در عنوان‌بندی نیامده)
- لستر دُر

## تهیه فیلم
داستان فیلم از دو حادثه واقعی الهام گرفته شده‌است. اولی داستان گیرافتادن «فلوید کالینز» در معدن ماسه بر اثر زمین‌لرزه در سال ۱۹۲۵ است. روزنامه «کوریرژورنال» خبرنگارش «ویلیام برک میلر» را به آنجا فرستاد او هم آن را تبدیل به داستانی غم‌انگیز در ابعاد ملی کرد و برای آن جایزه پولیتزر گرفت. نام فلوید در فیلم از همین رویداد گرفته شده‌است.
رویداد دوم در سال ۱۹۴۵ در کالیفورنیا اتفاق افتاد. مردی ۳۰ ساله در چاهی افتاد و در طول عملیات نجاتش که چند روز طول کشید هزاران نفر به تماشای آن آمدند. در هر دو حادثه قربانیان پیش از نجات درگذشتند.
لوکیشن فیلم بزرگ‌ترین لوکیشن ساخته شده برای فیلم غیرجنگی تا آن زمان بود. هزینه فیلم حدود یک میلیون و هشتصد هزار دلار شد که دویست و پنجاه هزار دلار آن به وایلدر برای نویسندگی، تهیه و کارگردانی آن پرداخت شد.

## دعوای حقوقی
پس از پخش فیلم نویسنده‌ای با نا «ویکتور دسنی» وایلدر را به دزدی ادبی متهم کرد. او ادعا کرد با منشی وایلدر در نوامبر سال ۱۹۴۹ تماس گرفته و پیشنهاد ساخت فیلمی براساس داستان فلوید کالینز را داده‌است. وکیل وایلدر پاسخ داد که پیشنهاد شفاهی نمی‌تواند در حکم فیلم‌نامه نهایی باشد. ضمن این که داستان کالینز رویدادی تاریخی است و چنین مواردی شامل حق مؤلف نمی‌شود. در سال ۱۹۵۳ دادگاه به نفع وایلدر رای داد. دسنی سپس به دادگاه عالی شکایت برد. دادگاه عالی هم رای به قبول بودن پیشنهاد شفاهی داد. در نهایت وکلای وایلدر به دسنی چهارده هزار دلار پرداخت کردند.

## جوایز و نامزدی‌ها
- نامزد جایزه اسکار بهترین فیلمنامه
- برنده جایزه بهترین کارگردان جشنواره ونیز